# Dvorac Lapšina
Dvorac Lapšina, nekadašnja građevina u naselju Lapšini, općina Sveti Martin na Muri, Međimurska županija, Hrvatska. Izgrađen u 16. stoljeću, bio je prvotno rezidencija Mlakovečkih, plemića koji su imali manje posjede u Međimurju, vlastelinstvu koje je većinski bilo u vlasništvu obitelji Zrinski tijekom 16. i 17. stoljeća, a nakon toga promijenio više vlasnika, da bi u prvim desetljećima 20. stoljeća od njega ostale samo ruševine u temeljima.

## Položaj i izgled
Prema oskudnim izvorima i slici dvorca nastaloj u 18. stoljeću, kao i nedavnim arheološkim istraživanjima, ta se građevina nalazila nedaleko obale rijeke Mure, na povišenom mjestu, i to na 179 metara nadmorske visine, što je sve omogućavalo lakšu obranu od turske opasnosti koja je postojala u vrijeme njegove gradnje. Udaljenost od Svetog Martina na Muri bila je oko 2 kilometra zapadno. Dvorac je bio razmjerno velik, razvedenog tlocrta, s nekoliko obrambenih kula, a svi njegovi krovni dijelovi bili su prekriveni crijepovima. 

## Povijesni pregled
Dvorac je, prema dostupnim podacima, u drugoj polovici 16. stoljeća dao sagraditi Juraj IV. Zrinski ili njegov vitez i savjetnik Nikola I. Mlakovečki, s kojim je Zrinski bio u vrlo dobrim odnosima. Prije gradnje Lapšine, Mlakovečki je posjedovao obližnji dvorac Gradiščak, koji je prema jednoj legendi o nesretnoj ljubavi između njega i djevojke Izabele Petroci srušen. Mlakovečki je u Lapšini živio sve do svoje smrti 1603. godine, a naslijedio ga je sin Nikola II. Mlakovečki. Dvorac je poslije bio u posjedu baruna Locatelle, a zatim markiza de Pryea, plemića koji je jedno vrijeme bio vlasnik najvećeg dijela Međimurja.
Godine 1698. dvorac Lapšina je prešao u ruke plemića Baltazara III. Patačića, a dolaskom grofovske obitelji Althann za vlasnike Međimurja, oni preuzimaju i cijeli posjed Lapšinu s pripadajućim kaštelom. Prije toga, Lapšinu je 1708. godine opustošila ugarska vojska čiji je zapovjednik bio Franjo II. Rákóczy, unuk Petra Zrinskog. Dvorac se u dokumentima spominje još 1768. godine, poslije čega dugo vremena više nema raspoloživih podataka o njemu, sve do 30-tih godina 20. stoljeća. U međuvremenu je, osobito poslije odlaska grofova Althann, objekt dvorca sve više propadao. U trećem desetljeću 20. stoljeća, nalazeći se u lošem stanju, ta je velika građevina srušena do temelja, a građevni materijal se koristio za gradnju kuća okolnog stanovništva.

## Vanjske poveznice
- Geofizikalna istraživanja lokaliteta nekadašnjeg dvorca u Lapšini
- Dvorac Lapšina kao dio povijesti Svetog Martina na Muri
- U dvorcu Lapšina živio je do svoje smrti  Nikola Malakoci (Mlakovečki)
- Vlasnici dvorca Lapšina od Jurja IV. Zrinskog do grofova Althann